# Molly the Drummer Boy
Molly the Drummer Boy è un cortometraggio muto del 1914 diretto da George Lessey.

## Produzione
Il film fu prodotto dalla Edison Company.

## Distribuzione
Distribuito dalla General Film Company, il film - un cortometraggio in una bobina - uscì nelle sale cinematografiche statunitensi il 4 luglio 1914.